# Damián z Pavie
Svatý Damián z Pavie (? – 12. dubna 710/711?, Pavia) byl italský biskup Pavie.

## Život
Historických zpráv o jeho životě není mnoho ale jsou dobře zdokumentované. Paulus Diaconus, autor „Historia Langobardorum“ o něm hovoří jako o muži velké svátosti a lásky. Další místní historikové minulých století o něm píší také.
Roku 679 ještě jako kněz milánské diecéze, spolupracoval s biskupem Mansuetem na sepsání dopisu adresovaného byzantskému císaři Konstantinu IV., ve kterém se hovořilo o herezi zvané monotheletismus (jedna z variant ariánství, nauka podle níž byla v Ježíši Kristu přítomna pouze lidská přirozenost a nikoli také božská). Tento dopis byl přečten na Třetím konstantinopolském koncilu a přispěl k potvrzení správné doktríny.
Podařilo se mu urovnat spory mezi Byzantinci a Longobardy, takže město a území Pavie byly ušetřeny od hrůzy války. Pro biskupa nechal postavit novou rezidenci a pro všechny občany termální lázně.
Během jeho biskupské služby vypukl strašlivý mor, aby ho vymýtil, protože se lidské prostředky ukázaly jako zbytečné, nabádal všechny k hlubokému obrácení zvyků a k modlitbě a nechal z Řa přivézt relikvii paže mučedníka svatého Šebestiána a s ní pořádal průvod městem. Podle legendy byli téže noci spatřeni dva andělé na ulici Strada Nuova; Anděl života, který vyhnal s planoucím mečem Anděla smrti.
V politických a náboženských sporech své doby se vždy snažil zachovat dobro církve a neúnavně vedl dialog.
Zemřel 12. dubna roku 710 nebo 711.